# Boyoz

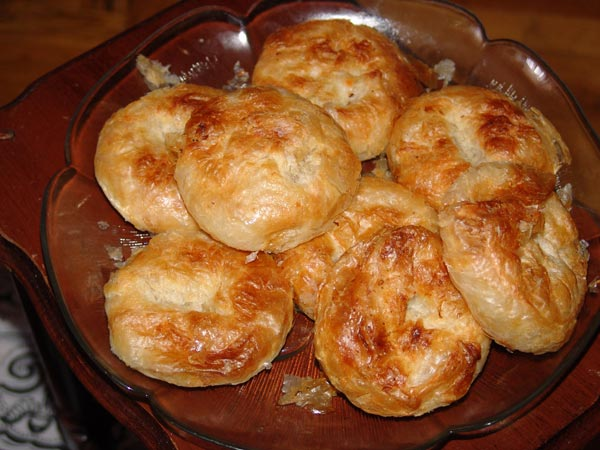
Des boyoz.

Boyoz est le nom d'un petit pain de type çörek de la cuisine turque, plus particulièrement de la ville de Izmir et ses alentours. Il ressemble à un autre çörek plus commun dans le reste du pays, appelé açma.

## Origine
On pense que son nom vient de « brioches » en castillan et qu'il est introduit à la gastronomie de la région de la mer Egée et à celle de la Turquie par les juifs séfarades, qui furent expulsés d'Espagne et reçus par l'Empire ottoman en 1492 et dans les années qui suivirent.

## Étymologie
L’étymologiste turc Sevan Nişanyan a retracé les origines du mot boyoz jusqu'au mot « bulle », en déterminant que les boyoz turcs et les brioches espagnoles étaient appelées ainsi à cause de leur forme en boule, puisqu'au Moyen Âge, une petite boule de métal pendait du sceau des bulles papales, ce qui donna son nom autant à ses décrets qu'aux brioches ou boyoz.

## Fabrication
La pâte pour préparer le boyoz est un mélange de farine, levure, huile de tournesol et d'un peu de tahini. Elle se pétrit à la main et a un temps de repos de deux heures. Ensuite, la pâte est aplatie avec une cuillère en bois jusqu'à ce qu'elle ait une épaisseur d'environ un demi-centimètre et on la laisse reposer à nouveau. Après, on la pétrit et la plie une fois de plus avant de lui donner une forme de rouleau et de la laisser reposer pendant plusieurs heures. Lorsque la pâte est encore douce, mais prête à se désagréger, on la coupe en façonnant de petites boules et on les rassemble dans de grands plats où on les fait mariner dans l'huile végétale pour une durée de 30 minutes à une heure. La pâte prend alors une forme ovale et acquiert la consistance du mille-feuille. Ensuite, on met les petites boules dans un four très chaud. Parfois, les boyoz sont remplis de fromage ou d'épinards. Ils peuvent aussi être faits avec de la pâte feuilletée.

## Sa consommation
Le boyoz est un élément typique du petit déjeuner et se consomme presque toujours avec des œufs durs, du fromage et du thé turc.

## Festival du Boyoz
Le premier festival du boyoz d'Izmir (İzmir Boyoz Festivali en turc) a été réalisé en mai 2012.